# 三日御定法
三日御定法（みっかごじょうほう）または御定法三日（ごじょうほうみっか）とは歌舞伎界における不文律の一つ。以下の事柄を指す。

## 初日の三日御定法
初日が開いてから三日間は、
- 狂言方は、セリフをツケなければならない（狂言方の義務）。

四日目以降は、役者はセリフが入っていなくてはならない。だから、狂言方にはそれ以降の義務はない。ただし、現実には（年齢などの関係で）不可能な場合もありうる。そのため、狂言作者は劇場に所属する身分であるものの、大名題は、その中の一人を、恒常的に祝儀をはずんだり日頃の生活の面倒を見るなどして、自己の事実上の専属とすることが一般的であった。
- 新作・復活ものなどの場合、演出家（特に外部演出家）は三日間のみ試行錯誤し、演出を変更することが許される（演出家の権利）。

三日目の演出で完全に固定しなければならない。この風習ができた理由として、そもそも歌舞伎興行で最初の数日は実際には公開舞台稽古だったことがあげられる。そのかわり、木戸銭が通常興行より安くなっていた。出し物の一部を省略したりする場合もあった。初日から通常興行になったのは帝国劇場開場以来のことである。
- 全役者・音楽・裏方は楽屋に一日中詰めていなければならない。

通常は、出が済んで一風呂浴びたらすぐに帰ることが多い。

## 休演の三日御定法
- 不慮の事故による代演は三日間より縮まることはない。

病気、事故、酒気帯び運転による逮捕、他社映画撮影など、興行中における休演の理由はさまざまであるが、休演の理由がたとえ一日で解消されても、本役は三日間舞台に出ることはできない（権利の停止）。代役はその三日間を務めることができる（権利）。
- 興行主は本役の身上には手をつけない。その分、休演した本役は相当の謝礼を代役に贈らなければならない。
- 代役が承諾すれば、三日以内であっても本役が復帰することができる。

なお代役は自らの型を捨てて、休演している役者とまったく同じ型を演じなければならない。つまり、代役に変わっても演出は揺るがない。
- 三日経っても直らない場合は、以降休演

三日過ぎても休演を続けなければならない場合は、その月いっぱい休演となり、以降、もしも病気等から回復しても復帰はできない。ただし上の項目と同様、これも代役が承諾すれば本役が復帰することができる。